# Рукав Персея

Структура Млечного Пути. Расположение Солнечной системы обозначено большой жёлтой точкой

Рукав Персея — один из основных спиральных рукавов Млечного Пути.
Млечный Путь является спиральной галактикой с перемычкой с четырьмя основными рукавами и по меньшей мере двумя малыми. Рукав Персея имеет радиус около 10 700 пк и находится между рукавом Лебедя и рукавом Стрельца.
Он обязан своим названием находящимся вблизи него звёздам из созвездия Персея. Рукав Персея расположен на расстоянии более чем 13 000 св. лет от Солнца.
Через 30 миллионов лет с Рукавом Персея столкнётся водородное Облако Смит.

## Объекты каталога Мессье
Рукав Персея включает в себя следующие объекты из Каталогa Мессье:
- Крабовидная туманность
- Рассеянное скопление M36
- Рассеянное скопление M37
- Рассеянное скопление M38
- Звёздное скопление Скорпион
- Рассеянное скопление M103